# Diamond Dallas Page
Dallas Page (ur. 5 kwietnia 1956 jako Joseph Falkinburg), znany też pod swoim pseudonimem ringowym jako Diamond Dallas Page – amerykański manager wrestlingowy, wrestler, trener i promotor jogi, twórca stylu zwanego najpierw Yoga for Regular Guys (YRG Fitness), a później DDP YOGA, właściciel firmy DDP YOGA.
Był managerem w organizacjach wrestlerskich: American Wrestling Association w 1988 roku i Florida Championship Wrestling w latach 1989–1991. Od 1991 do 2001 roku należał do World Championship Wrestling, gdzie był managerem, a po treningu w ośrodku szkoleniowym WCW Power Plant występował regularnie także jako wrestler. W 2001 roku przeszedł do World Wrestling Federation po tym, jak ta organizacja wykupiła World Championship Wrestling. W 2002 roku doznał poważnej kontuzji, przez którą musiał całkowicie zawiesić swoją karierę. Wznowił karierę w 2004 roku i w latach 2004–2005 występował w organizacji Total Nonstop Action Wrestling. W 2017 został wprowadzony do WWE Hall of Fame.
Będąc w WCW dwukrotnie zdobył tytuł WCW United States Championship, trzykrotnie WCW World Heavyweight Championship i czterokrotnie WCW World Tag Team Championship. W WWF zdobył jednokrotnie tytuły WWF European Championship i WWF Tag Team Championship.

## Wczesne życie i edukacja

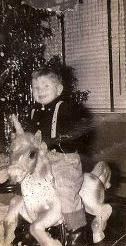
Page w dzieciństwie

Urodził się 5 kwietnia 1956 roku w Point Pleasant, w stanie New Jersey jako Joseph Falkinburg. Jego rodzice, Sylvia (z domu Seigel) i Page Falkinburg, mieli w tym czasie niewiele ponad 20 lat i rozwiedli się zanim ich syn skończył 3. Od trzeciego do ósmego roku życia Falkinburg był wychowywany przez ojca, a później przez babcię. Dorastał w obszarze Point Pleasant, w hrabstwie Ocean. Jego ojciec posiadał firmę oczyszczającą kanalizację i był alkoholikiem.
Od najmłodszych lat cierpiał na dysleksję, przez co miał trudności w nauce. Był za to dobrym sportowcem. Ponieważ preferował sporty kontaktowe, w liceum trenował futbol i hokej. W wieku 11 lat dostał się do drużyny hokejowej złożonej ze starszych od niego graczy, jednak w dniu kiedy to nastąpiło został potrącony przez samochód. W wyniku tego wypadku uszkodził sobie kolano. Lekarze zalecili mu rezygnację ze sportów kontaktowych, więc Falkinburg zaczął trenować koszykówkę. Po ukończeniu liceum przeniósł się do Myrtle Beach w stanie Karolina Południowa. Wybrał akurat to miejsce, ponieważ znajdowało się w nim dużo klubów nocnych, a on był zainteresowany pracą w tym środowisku. Pracował w różnych okresach jako ochroniarz klubu, pomywacz, sprzątacz, kucharz i barman. Studiował na miejscowym uniwersytecie Coastal Carolina University i grał w uniwersyteckiej drużynie koszykarskiej. Przerwał naukę aby móc całkowicie poświęcić się pracy i wrócił do New Jersey, gdzie przez krótki czas trenował wrestling, ale zrezygnował z kariery wrestlerskiej po kolejnej kontuzji kolana w 1978 roku.

## Biznes klubowy
Prowadził własny klub, o nazwie Xanadu, który znajdował się na wybrzeżu New Jersey. Jego lokal cieszył się znikomym zainteresowaniem, więc zamknął go, przeniósł się do Fort Myers w stanie Floryda i otworzył nowy klub, który nazwał Elations...the Hot One. Nowy klub odniósł natychmiastowy sukces. Falkinburg poznał w tym czasie barmana Larryego „Smokey” Gentę, z którym łączyła go wieloletnia przyjaźń, i który w przyszłości został współautorem jego autobiografii. Falkinburg był też menedżerem komika o imieniu Smittee, który specjalizował się w komedii fizycznej. Pomógł Smittee’emu otrzymać pracę w MTV. Później właściciele Elations pozbawili Falkinburga stanowiska kierowniczego, chcąc zatrudnić ich zdaniem bardziej kompetentną osobę. W związku z tym Falkinburg otworzył konkurencyjny klub o nazwie Temptaions....the Hot One. Elations przestał przynosić zadowalające dochody i został zamknięty cztery miesiące po zmianie kierownictwa. Kolejny klub Falkinburg otworzył w Fort Lauderdale i nazwał go Norma Jean na cześć amerykańskiej aktorki Marilyn Monroe, której był fanem. W 1988 roku zaczął pracować jako wrestlingowy manager, jednak jeszcze przez parę lat zajmował się również zarządzaniem swoich lokali. W 1989 roku w Norma Jean poznał swoją przyszłą żonę, Kimberly Bacon.

## Kariera wrestlerska
Jego trenerami byli Gordon Solie, Jake “The Snake” Roberts, Dusty Rhodes, Jody Hamilton i Tito Torres. Zaczął trenować wrestling w latach 70. Stoczył trzy walki pod pseudonimem ringowym „Handsome” Dallas Page, ale w 1978 roku doznał kontuzji stawu kolanowego i zrezygnował z kariery żeby poświęcić się biznesowi klubowemu.

### American Wrestling Association (1988)
Po osiągnięciu sukcesu w biznesie klubowym postanowił zostać managerem wrestlingowym. W 1988 roku wysłał kasetę na przesłuchanie do właściciela American Wrestling Association (AWA), Verna Gagne’a, i został zaproszony na próbny występ w czasie gali Showboat w Las Vegas, po którym został przyjęty do firmy. Odgrywał rolę managera tag teamu Bad Company (Pat Tanaka i Paul Diamond), posiadaczy tytułu AWA World Tag Team Championship. Charakterystycznym dla jego stylu stały się: ostentacyjna kurtka zdobiona strasami, diamentowe kolczyki, laska i towarzystwo kobiet, które nazywał Diamond Dolls (pl. diamentowe lalki). Ross Davies, autor serii biografii wrestlerów, określił styl postaci Page’a jako głośny i ostentacyjny.

### Florida Championship Wrestling (1989–1991)
Do organizacji Florida Championship Wrestling (FCW) został rekrutowany przez Dusty’ego Rhodesa. Pełnił rolę analityka sportowego komentującego wydarzenia wraz z komentatorem Gordonem Solie. Był managerem takich zawodników jak Col DeBeers, Bam Bam Bigelow, Johnny Ace i Dick Slater. Solie był także trenerem DDP – nauczył go między innymi chwytu wristlock. Jako wrestler w FCW Page debiutował w 1989 roku w walce przeciwko Dickowi Slaterowi.

### WCW's Power Plant (1991–1993)

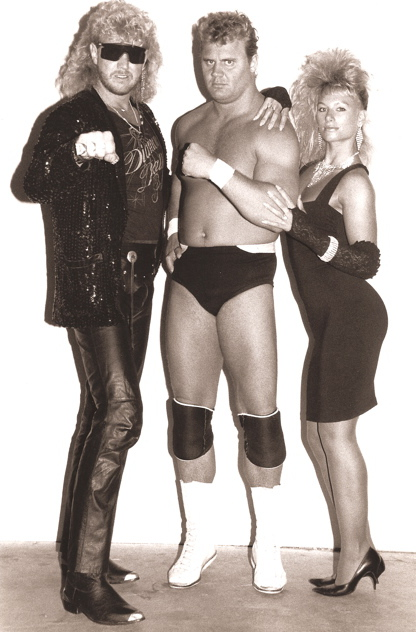
DDP (po lewej) oraz członkowie jego drużyny: Curt Henning (w środku) i Diamond Doll Tonya (po prawej)

Dusty Rhodes odszedł z FCW i powrócił do World Championship Wrestling (WCW). W 1991 roku firma pozwoliła mu wyznaczyć jedną osobę na wolny w tym czasie etat. Rhodes zaprosił do organizacji Diamonda Dallasa Page’a.
DDP pełnił rolę komentatora razem z Erikiem Bischoffem i był managerem tag teamu The Freebird (Michael Hayes i Jimmy Garvin), do którego przyłączył Diamonda Studda. Wkrótce założył własną stajnię o nazwie The Diamond Mine (pl. Kopalnia Diamentów), do której należeli między innymi Scotty Flamingo, Big Daddy Dink, The Diamond Studd, Vinnie Vegas (Kevin Nash) i zespół valetów The Diamond Dolls.
W międzyczasie trenował wrestling w ośrodku szkoleniowym WCW Power Plant. W czasie treningu doznał kontuzji ramienia tuż przed wygaśnięciem swojego kontraktu, jednak prezes WCW, Eric Bischoff, zdecydował się przedłużyć umowę. Jego trening w WCW Power Plant trwał 5 lat. W tym czasie stworzył własny ruch wykańczający, który nazwał Diamond Cutter. Był to cios wzorowany na Ace Crusher Johnny’ego Ace’a połączony z DDT.
Debiutował jako wrestler w WCW 18 listopada 1991 roku (czyli w wieku 35 lat) w Gainesville w stanie Georgia. Jego partnerem w drużynie był wówczas Diamond Studd. W początkowej fazie kariery zawodnika był jobberem. Przegrał większość swoich walk na wydarzeniach pay-per-view w latach 1991–1992. Jego mentorami w tym okresie byli Jake “The Snake” Roberts i Dusty Rhodes. Autor serii biografii wrestlerów Ross Davies określił styl postaci Page’a w tym okresie jako gadatliwy i arogancki.
W 1992 roku na krótko z Vinniem Vegasem utworzył tag team o nazwie Vegas Connection, ale w tym samym roku Vegas odszedł z WCW, a w 1993 roku Page został zwolniony z powodu poważnej i długotrwałej kontuzji pierścienia rotatorów.

### Pierwsze wątki fabularne (1994–1996)

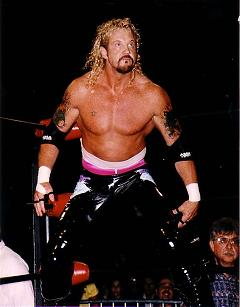
DDP w WCW

W 1994 roku za sprawą wstawiennictwa Jake’a „The Snake” Robertsa został ponownie zatrudniony w WCW wraz ze swoją żoną Kimberly Falkinburg, która występowała pod pseudonimem ringowym Diamond Doll i odgrywała rolę valeta. Do organizacji dołączył także Max Muscle, który odgrywał odtąd rolę jego ochroniarza. DDP nie występował już w roli managera, ale nadal był heelem.
Jego pierwsze wątki fabularne najczęściej były powiązane z postacią Diamond Doll i miały charakter komiczny. 17 września 1994 na gali Fall Brawl pokonał wrestlera Renegade'a w walce o pas WCW Television Championship. W 1995 roku DDP wyzywał innych wrestlerów na zawody w siłowaniu na rękę. Główną nagrodą miała być randka z jego valetem. Kiedy Diamond Doll odwiedziła Evada Sullivana w szpitalu i podarowała mu królika, ten postanowił wziąć udział w zawodach. Paige zgodził się, ale pod dodatkowym warunkiem – jeśli wygra, zwierzątko zostanie zjedzone. Sullivan wygrał, jednak jego zwycięską randkę zakłócił DDP, który zaatakował go będąc przebrany w strój królika. Konflikt zakończył się wygraną Page’a z Sullivanem w walce wrestlerskiej na gali Bash at the Beach 16 lipca. W kolejnych miesiącach dochodziło do nieporozumień między DDP, a jego valetem. 29 października 1995 Diamond Doll wsparła Johnny’ego B. Badda w walce z Page’em na gali Halloween Havoc. Badd wygrał i przejął pas WCW Television Championship. 26 listopada Badd pokonał Page’a w walce rewanżowej. Diamond Doll postanowiła zostawić DDP i zostać managerem nowego mistrza. Spór nie został rozstrzygnięty, ponieważ Badd odszedł z WCW aby dołączyć do WWF.
24 marca 1996 The Booty Man pokonał go na gali Uncensored w walce, w której przegrany musiał odejść z organizacji. Paige odszedł i zaczął nagrywać emitowane w WCW materiały filmowe, w których opowiadał o swoich problemach finansowych. Powrócił 19 maja na gali Slamboree. Wyjaśnił, że udało mu się odzyskać pieniądze dzięki tajemniczemu sponsorowi. W kayfabe, w 1994 roku miał wygrać 13 milionów dolarów w bingo. Jak się jednak później okazało w 1996 roku, tak naprawdę wygrała Kimberly, a DDP ukradł jej kartę do gry. W czasie Slamboree wygrał walkę typu Battleblow (odmiana battle Royal) i wygrał tytuł Lord of the Ring oraz szansę na walkę o główne mistrzostwo organizacji, ale obie nagrody zostały mu odebrane po tym jak powtórki wykazały, że DDP powinien był zostać wyeliminowany. Przez resztę roku rywalizował z Eddiem Guerrero.

#### Rywalizacja z nWo (1996–1998)

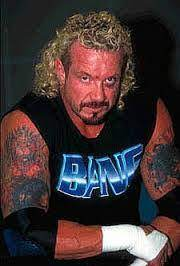
DDP w swojej charakterystycznej koszulce z napisem BANG

29 grudnia 1996 Eddie Guerrero pokonał go w finale turnieju, w którym nagrodą był tytuł United States Championship zwakowany przez Rica Flaira w wyniku kontuzji. Zwycięstwo to było możliwe dzięki ingerencji Syxxa, Kevina Nasha i Scotta Halla.
W 1997 roku byli członkowie jego stajni, Scott Hall i Kevin Nash, chcieli go zwerbować do drużyny heelów New World Order (nWo, główni członkowie: „Hollywood” Hulk Hogan, Scott Hall i Kevin Nash). 25 stycznia na gali Souled Out Paige odmówił i zaatakował obu wrestlerów ciosem Diamond Cutter, co oznaczało dla niego face turn. Na tej samej gali przegrał walkę z członkiem wrogiej stajni, Scottem Nortonem. Rywalizował z nWo przez wiele miesięcy.
W 1997 roku rywalizował z członkiem nWo, „Macho Manem” Randym Savage’em. Diamond Doll powróciła do DDP, aby wesprzeć go w sporze, zaś Macho Man był wspierany przez swoją żonę, Miss Elizabeth. W czasie tej rywalizacji wyszło na jaw, że Doll i Page są małżeństwem. 6 kwietnia Page pokonał Savage’a w walce bez dyskwalifikacji w czasie głównego wydarzenia gali Spring Stampede. Savage wygrał z Pagem 15 czerwca w walce typu Falls Count Anywhere w czasie głównego wydarzenia gali The Great American Bash. 13 lipca obaj stoczyli na gali Bash at the Beach pojedynek drużynowy – Scott Hall i Randy Savage wspierani przez Miss Elizabeth pokonali Diamonda Dallasa Page’a i Curta Henniga wspieranych przez Kimberly Page po tym jak Hennig zdradził swoją drużynę. 14 grudnia na gali Fall Brawl Page ponownie stawił czoła drużynie Macho Mana, tym razem w walce bez dyskwalifikacji, i wygrał. Jego partnerem był wówczas Lex Luger. Następnie w jednym z odcinków Monday Nitro pokonał Savage’a podszywając się pod meksykańskiego luchadora La Parkę, za którego się przebrał. Ostatnia walka obu zawodników miała miejsce 26 października na gali Halloween Havoc. Rozstrzygającą bitwę wygrał Savage, któremu pomógł Hollywood Hogan.
Rywalizował też z Curtem Henningiem. Konflikt ten rozpoczął się 13 lipca kiedy Curt Henning zdradził Page’a w walce z drużyną Macho Mana i dołączył do nWo. Na potrzeby rozstrzygnięcia sporu WCW zorganizowało dla nich walkę na gali Road Wild 9 sierpnia. Zwyciężył Curt Henning. Konflikt faktycznie ucichł na kilka miesięcy, jednak obaj wrestlerzy spotkali się w ringu ponownie kiedy Henning był mistrzem United States Championship, a Page pretendentem do tytułu. W kolejnych odcinkach WCW Monday Nitro, Hennig pokonał Page’a 13 października, a Page pokonał Henninga 10 listopada, 29 listopada i 1 grudnia. Wszystkie te walki kończyły się dyskwalifikacją. 28 grudnia Page pokonał Curta Henninga na gali Starrcade i przejął pas United States Championship. 3 stycznia 1998 skutecznie obronił tytuł w walce z Henningiem, która zakończyła się dyskwalifikacją pretendenta.
Na swojej oficjalnej stronie WWE wyraziło opinię, że DDP wyjątkowo przyczynił się do tego, że program telewizyjny WCW's Monday Nitro był jednym z najchętniej oglądanych programów w 1998 roku. Aż do 19 kwietnia z powodzeniem bronił tytułu pokonując kolejno Kevina Nasha, Chrisa Jericho, Eddiego Guerrero, Sick Boya i Chrisa Benoit. 15 marca pokonał w jednej walce Ravena i Chrisa Benoit. 6 kwietnia 1998 roku Buff Bagwell wygrał z Page’em walkę o mistrzostwo, ponieważ jednak pojedynek zakończył się dyskwalifikacją, tytuł nie został przejęty. Pokonać mistrza i przejąć jego pas udało się dopiero Ravenowi 19 kwietnia na gali Spring Stampede.

#### Mistrz WCW Heavyweight i World Tag Team (1998–2000)

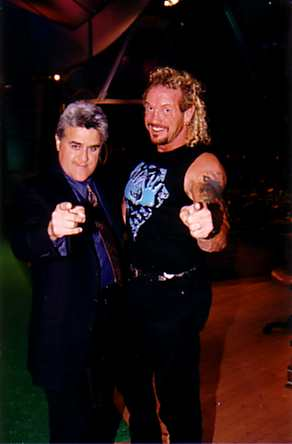
Page i Jay Leno

12 lipca 1998 na gali Bash at the Beach uczestniczył w walce tag teamów z udziałem koszykarzy NBA. Hollywood Hogan i Dennis Rodman pokonali DDP i Karla Malone. Page zrewanżował się w kolejnej walce celebrytów 8 sierpnia. Wraz z Jayem Leno pokonał Hogana i Erica Bischoffa na gali Road Wild.
18 października 1998 roku nie udało mu się pokonać Chrisa Jericho w walce o tytuł World Television Championship, a 25 października na gali Halloween Havoc Bill Goldberg pokonał go broniąc tytułu World Heavyweight Championship. Czytelnicy WCW Magazine ogłosili walkę Page’a z Goldbergiem walką roku, ale większość osób, które zamówiły pay-per-view nie widziała tego starcia, gdyż wydarzenie trwało dłużej, niż zaplanowano. Firma musiała zwrócić widzom pieniądze, a walka została wyemitowana w całości w najbliższym darmowym odcinku WCW Monday Nitro.

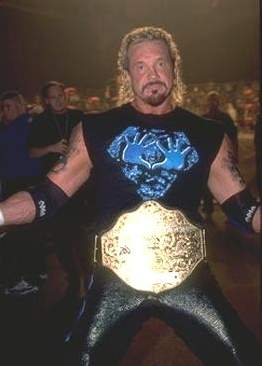
Page z pasem WCW World Heavyweight Championship

26 października 1998 w odcinku WCW Monday Nitro Page pokonał Breta Harta w walce o pas WCW World Heavyweight Championship. Wygrał też walkę rewanżową na gali World War 3. Page i Hart rywalizowali ze sobą przez miesiąc, aż 30 listopada Hartowi udało się pokonać mistrza i odzyskać tytuł dzięki interwencji The Gianta. DDP wyrównał rachunki z Giantem pokonując go na gali Starrcade 27 grudnia.
W 1998 roku był zmuszony zawiesić swoją karierę z powodu pęknięcia czwartego i piątego kręgu lędźwiowego. Wielu lekarzy wyraziło wówczas opinię, że jest to koniec kariery DDP. W rehabilitacji pomogły mu polecone przez jego żonę ćwiczenia jogi z Bryanem Kestem na DVD. Po trzech miesiącach ćwiczeń udało mu się wrócić do formy, a z czasem zaczął rozwijać własną technikę jogi.
11 kwietnia 1999 roku na gali Spring Stampede pokonał Rica Flaira, Stinga i Hulka Hogana w walce o pas World Heavyweight Championship. Sędzią był jego dawny rywal Randy Savage. W rzeczywistości uczynienie Page’a mistrzem było kontrowersyjnym posunięciem WCW. Wiele osób zarzucało prezesowi firmy, Ericowi Bischoffowi kumoterstwo, dlatego że DDP był jego sąsiadem i przyjacielem. Sam wrestler w swojej autobiografii Positively Page wyraził opinię, że znajomość z szefem bardziej utrudniała mu rozwój kariery, niż mu pomagała. W czasie swojego panowania nastawienie DDP drastycznie się zmieniło. Publiczność była mu coraz mniej przychylna. W walce o tytuł z Goldbergiem utwierdził swoją postać jako heela, kiedy powalił przeciwnika używając kastetu i wielokrotnie uderzał jego nogę stalowym krzesłem. 26 kwietnia Sting pokonał Page’a i przejął mistrzostwo, ale Page odzyskał je jeszcze tej samej nocy wygrywając walkę ze Stingiem, Kevinem Nashem i Billem Goldbergiem w walce typu fatal 4-way. 9 maja na gali Slamboree Nash został nowym mistrzem po zwycięskiej walce z Page’em i skutecznie obronił tytuł w walce rewanżowej 17 maja, która zakończyła się dyskwalifikacją.
W 1999 roku Page utworzył drużynę o nazwie Jersey Triad – oprócz niego członkami zespołu byli także Bam Bam Bigelow i Chris Kanyon. 31 maja razem z Bam Bam Bigelowem pokonał Ravena i Perrego Saturna w pojedynku o tytuł World Tag Team Championship, jednak utracili mistrzostwo 10 dni później, przegrywając walkę z Perrym Saturnem i Chrisem Benoit. Kolejne trzy dni później udało im się odzyskać tytuł na gali The Great American Bash, jednak 14 kwietnia na gali Road Wild przegrali z drużyną Harlem Heat (Booker T i Stevie Ray) i musieli oddać tytuł przeciwnikom. Tej samej nocy Page bez powodzenia próbował odebrać w walce tytuł United States Championship należący do Chrisa Benoit. The Jersey Triad wkrótce się rozpadło, a Page zaczął rywalizować z pozostałymi byłymi członkami zespołu. On i Bam Bam Bigelow zmierzyli się w nierozstrzygniętej ostatecznie walce na gali Thunder 20 kwietnia 2000.
Gdy w 2000 roku tytuł World Heavyweight Championship był zwakowany, Page wziął udział w turnieju o mistrzostwo. Pokonał Stinga 10 kwietnia w odcinku WCW Monday Nitro i przeszedł do kolejnego etapu. 16 kwietnia walczył z Jeffem Jarrettem na gali Spring Stampede. Tego dnia Kimberly Page zwróciła się przeciwko mężowi. Gdy Eric Bischoff odwracał uwagę sędziego, Kimberly uderzyła DDP gitarą i doprowadziła do jego przegranej. Turniej wygrał Jarrett, ale 24 kwietnia w odcinku Nitro Page pokonał mistrza w stalowej klatce i przejął tytuł. 26 kwietnia mistrzostwo przejął nietrenujący wrestlingu aktor David Arquette, który był gościem specjalnym i miał pomóc Page’owi w walce tag teamów przeciwko Bischoffowi i Jarrettowi. Tytuł miał przypaść temu uczestnikowi pojedynku, który przypnie przeciwnika. Ten incydent często jest wymieniany jako jedna z największych kontrowersji w wrestlingu. Wiele osób zarzucało WCW, że przyznając mistrzostwo niewytrenowanemu aktorowi ośmieszyło wrestling w oczach opinii publicznej. W 2015 roku w wywiadzie dla WrestleZone Radio DDP zasugerował, że był to pomysł Vince’a Russo, a Page i David Arquette byli mu od początku przeciwni. DDP prawie udało się odzyskać tytuł w walce w maju na Slamboree, ale Arquette zwrócił się przeciwko niemu i zaatakował go gitarą.

#### The Insiders (2000–2001)

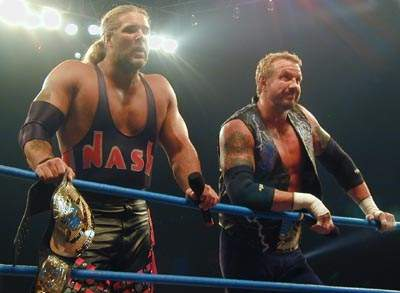
The Insaders – DDP i Kevin Nash

Page utworzył nową drużynę z Kevinem Nashem. Zespół został nazwany The Insiders (pl. Wtajemniczeni). 26 listopada 2000 roku pokonali drużynę The Perfect Event (Shawn Stasiak i Chuck Palumbo) w walce o World Tag Team Championship na gali Mayhem. Komisarz Mike Sanders miał jednak wątpliwości co do wyniku walki, więc zarządził odebranie tytułu nowym mistrzom i zwrócenie go poprzednim posiadaczom. Tytuły zostały odzyskane przez The Insiders w walce rewanżowej 17 grudnia na gali Starrcade. 14 stycznia 2001 drużyna The Natural Born Thrillers (Chuck Palumbo i Sean O’Haire) pokonała Nasha oraz Page’a i przejęła ich tytuł.
23 marca 2001 firma WWF kupiła organizację WCW i rozwiązała ją, przejmując przy tym wielu wrestlerów, w tym DDP.

### World Wrestling Federation/Enterteinment (2001–2002)

#### Przed rokiem 2001
Przed 1990 rokiem Dusty Rhodes nakłonił firmę World Wrestling Federation (WWF, później WWE) aby przyjęła Page’a na rozmowę kwalifikacyjną na stanowisko komentatora. WWF zdecydowało się jednak nie zatrudniać kandydata, tłumacząc swoją decyzję brakiem etatów. Po raz pierwszy Diamond Dallas Page pojawił się w programie telewizyjnym WWF w 1990 roku w czasie gali WrestleMania VI. Był kierowcą różowego cadillaca, którym podwoził na ring wrestlerów o pseudonimach Rhythm and Blues i Greg Valentine. Był to jego jedyny występ w tej organizacji w ciągu kolejnych dziesięciu lat. Ponownie pojawił się i debiutował jako zawodnik WWF w 2001 roku po tym, jak firma wykupiła WCW.

#### Prześladowca Sary Calloway i mistrz Tag Team (2001)

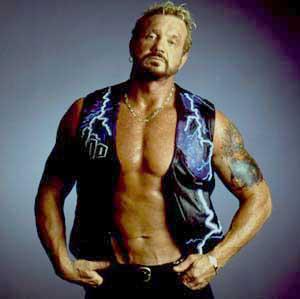
Page w WWF

W 2001 roku grał rolę prześladowcy Sary Calloway, żony The Undertakera. Na początku widownia nie widziała jego twarzy, a jedynie publikowane przez niego nagrania. Głos autora tych materiałów był zniekształcony. Dopiero 18 czerwca w odcinku Raw is War Page ujawnił swoją tożsamość. 24 czerwca na gali King of the Ring Undertaker zemścił się na prześladowcy swojej żony. Opublikował własny materiał ośmieszający nagranego z ukrycia DDP. Następnie zaskoczył Page’a w ringu bijąc go i poniżając w nieoficjalnej walce, a Sara podążała z kamerą za oboma zawodnikami nagrywając całe zdarzenie. Page nie chciał dać za wygraną i 25 czerwca niespodziewanie zaatakował Undertakera i Sarę krzesłem. 28 czerwca z pomocą wrestlera o pseudonimie ringowym Leviathan stawił czoła drużynie The Brothers of Destruction (Undertaker i Kane) na występie w organizacji Ohio Valley Wrestling. Walka zakończyła się przegraną jego drużyny w wyniku dyskwalifikacji. 2 lipca chciał zaatakować obecną wówczas na arenie Sarę, ale został powstrzymany przez kayfabowego brata Undertakera, Kane’a. 9 lipca w czasie walki ze swoim rywalem uderzył Sarę ciosem Diamond Cutter, swoim finisherem. 16 lipca ogłosił, że posiada jeszcze jeden materiał ze swoich prześladowań, zawierający niecenzuralne sceny. Page i Undertaker walczyli ze sobą jeszcze wiele razy. Ich walki często kończyły się nierozstrzygnięciem, atakowali się wzajemnie nawet poza oficjalnymi starciami, używali przy tym twardych przedmiotów, a Sara niejednokrotnie ucierpiała z powodu przypadkowego ciosu. 2 sierpnia Page ujawnił swój prywatny ołtarz poświęcony Sarze i oświadczył, że on i Sara są bratnimi duszami.
9 sierpnia 2001 Page i Chris Kanyon pokonali tag team The Acolytes Protection Agency (Farooq i Bradshaw), posiadaczy tytułu WWF Tag Team Championship, i zostali nowymi mistrzami. 13 sierpnia próbował uprowadzić Sarę w czasie walki rewanżowej jej męża i Kane’a z Seanem O’Haire i Chuckiem Palumbo. The Brothers of Destruction byli wówczas posiadaczami tytułu WCW World Heavyweight Championship. 16 sierpnia DDP i Kanyon skutecznie obronili swoje mistrzostwo w walce z Edge’em i Christianem. 19 sierpnia na gali SummerSlam mistrzowie WWF World Tag Team i The Brothers of Destruction stoczyli ze sobą pojedynek. Stawką były tytuły posiadane przez obie drużyny. Zwyciężyli Undertaker i Kane.
Rywalizacja zakończyła się pojedynkiem Page’a z Sarą Calloway 20 sierpnia. Sara, która pierwszy raz walczyła w ringu, wygrała tę walkę dzięki interwencji Undertakera.

#### Zmiana wizerunku, Royal Rumble i European Championship (2001–2002)

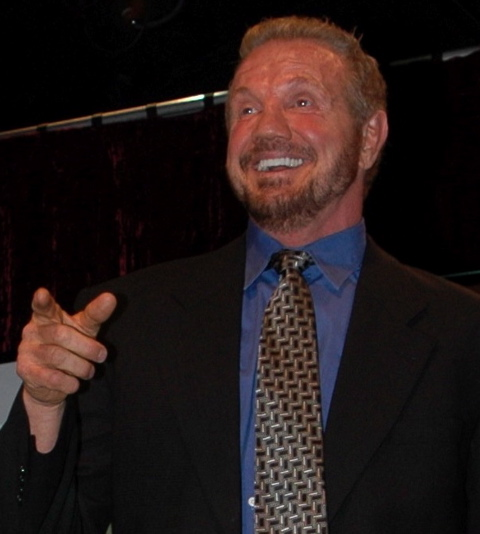
Gimmick mówcy motywacyjnego

W sierpniu 2001 roku DDP doznał kolejnej kontuzji kolana i przestał pojawiać się w kolejnych odcinkach. Wrócił po dwóch miesiącach po tym, jak jego operacja i rehabilitacja zakończyły się pomyślnie. Jeszcze zanim pooperacyjne nacięcie w jego ciele się zabliźniło, wyrobił sobie nowy wizerunek. Grał mówcę motywacyjnego z pozytywnym nastawieniem do życia. Często powtarzał swoje motta – That's not a bad thing, that's a good thing (pl. To nie jest zła rzecz, to dobra rzecz) i Yo! It's me, it's me, it's DDP! (pl. Joł, to ja, to ja, DDP – w oryginale rymujące się zdanie). Nowe wcielenie Page’a było wzorowane na osobie Toniego Robbinsa, na którego seminaria wrestler uczęszczał w tym czasie już od roku. Zaczął pojawiać się na wydarzeniach emitowanych na żywo i dzięki swoim występom publiczność z czasem zaczęła darzyć go sympatią. Był to zaplanowany uprzednio face turn.
17 stycznia 2002 pokonał The Big Bossmana w walce, która miała przesądzić o tym czy nadal będzie występował w WWE. Trzy dni później wziął udział w głównej walce na Royal Rumble – wszedł na ring jako czternasty uczestnik i wyeliminował wrestlera o pseudonimie Scotty 2 Hotty, jednak sam został wyeliminowany przez Christiana. 31 stycznia pokonał Christiana w walce o pas European Championship i obronił tytuł w walce rewanżowej 17 marca na gali WrestleMania X8. Stracił mistrzostwo w wyniku przegranej walki z Williamem Regalem 15 marca w odcinku SmackDown!.

#### Ostatnia rywalizacja i kontuzja kończąca karierę (2002)
13 kwietnia 2002 zaczął rywalizację z Hardcore Hollym. Ich pierwsza walka zakończyła się remisem. 16 kwietnia w walce rewanżowej gdy Holly zrzucał go ze słupka, DDP popełnił botch i uszkodził sobie szyję. Mimo kontuzji dokończył walkę i zwyciężył. 17 kwietnia został skierowany na operację chirurgiczną. 16 maja została mu postawiona następująca diagnoza:
- zwyrodnienie 5, 6 i 7 kręgu szyjnego
- zwężenie kręgosłupa szyjnego powodujące osłabienie mięśni dwugłowych ramienia i mrowienie w dłoniach
- kondensacja struktury kostnej 3 i 4 kręgu szyjnego

Dr. Jay Youngblood stwierdził, że Page może kontynuować karierę wrestlerską tak długo jak jest w stanie tolerować ból. 30 maja DDP zasięgnął opinii trzeciego lekarza, który zalecił emeryturę. W dodatku wrestler dowiedział się, że jeśli nadal będzie występował to jego polisa ubezpieczeniowa zostanie anulowana. W czerwcu 2002 roku Page ogłosił, że przechodzi na emeryturę.

### Niezależne organizacje (2004)
1 kwietnia 2004 roku ogłosił, że powróci do kariery wrestlerskiej i będzie występował w niezależnych organizacjach. 21 lipca pojawił się w Hawaiian Championship Wrestling, gdzie będąc w drużynie z Satoshi Kojimą został pokonany przez Stinga i The Great Muta. 31 lipca 2004 roku on i The Miz pokonali Adama Pearce’a i Babi Slymma w Ultimate Pro Wrestling. W tej samej organizacji 30 października pokonał Adama Pearce’a w walce 1 na 1.

### Total Nonstop Action (2004–2005)
W 2004 roku związał się z organizacją Total Nonstop Action Wrestling (TNA). Debiutował 12 listopada interweniując w walce Monty’ego Browna i Ravena. Zaatakował Ravena swoim charakterystycznym ciosem, Diamond Cutterem. 19 listopada znowu interweniował w walce Ravena doprowadzając do jego przegranej, tym razem w czasie jego starcia z Johnnym B. Baddem. 26 listopada zdradził, że jego prawdziwym celem jest Erik Watts, który od tej pory uczestniczył w konflikcie po stronie Ravena. 22 stycznia 2005 roku spór został rozstrzygnięty – Page pokonał Ravena w walce typu Tables, Ladders, and Chairs.
13 marca 2005 roku na gali TNA Destination X został pokonany przez Jeffa Jarretta w walce o pas NWA World Heavyweight Championship. Do jego przegranej przyczyniła się interwencja The Outlaw, BG Jamesa, Monty’ego Browna i innych wrestlerów, którzy mieli z nim zatarg.
Swoją ostatnią walkę w TNA stoczył 15 maja 2005 roku na gali Hard Justice, gdzie razem z Ronem Killingsem został pokonany przez tag team Monty’ego Browna i The Outlaw.

### Niezależne organizacje i specjalne wydarzenia (2005–2011)

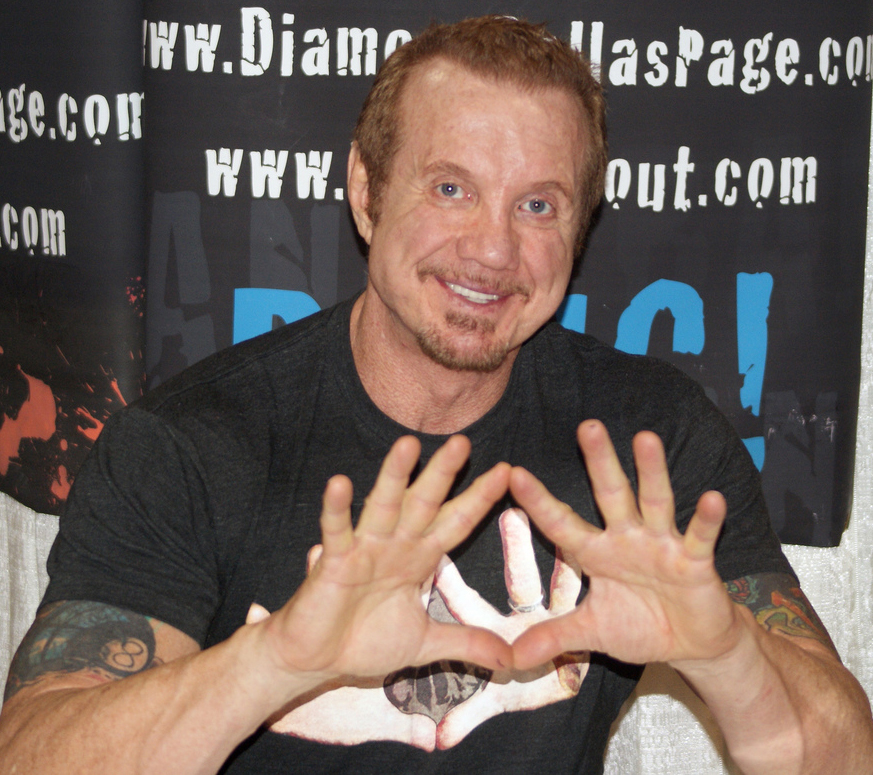
Page w 2011 roku

W kolejnych latach Page występował sporadycznie w różnych organizacjach, a najczęściej na specjalnych wydarzeniach i nie ubiegał się już o jakikolwiek tytuł. Posiadał umowny status legendy i tak też był traktowany.
27 sierpnia 2005 roku na gali WrestleReunion stoczył pojedynek z 52-letnim Larrym Zbyszko. Nagrodą było pięć minut z Brunem Sammartino. Page powalił Zbyszka swoim ciosem wykańczającym, pokazując, że byłby w stanie z nim wygrać. Ale wtedy położył na sobie przeciwnika pozwalając mu w ten sposób wykonać przypięcie i wygrać. Tym samym Page umożliwił Sammartino dokonanie zemsty na dawnym rywalu, który był w tym momencie obezwładniony.
5 marca 2006 roku na gali Legends PPV pokonał Chrisa Kanyona.

### Późniejsze występy w WWE

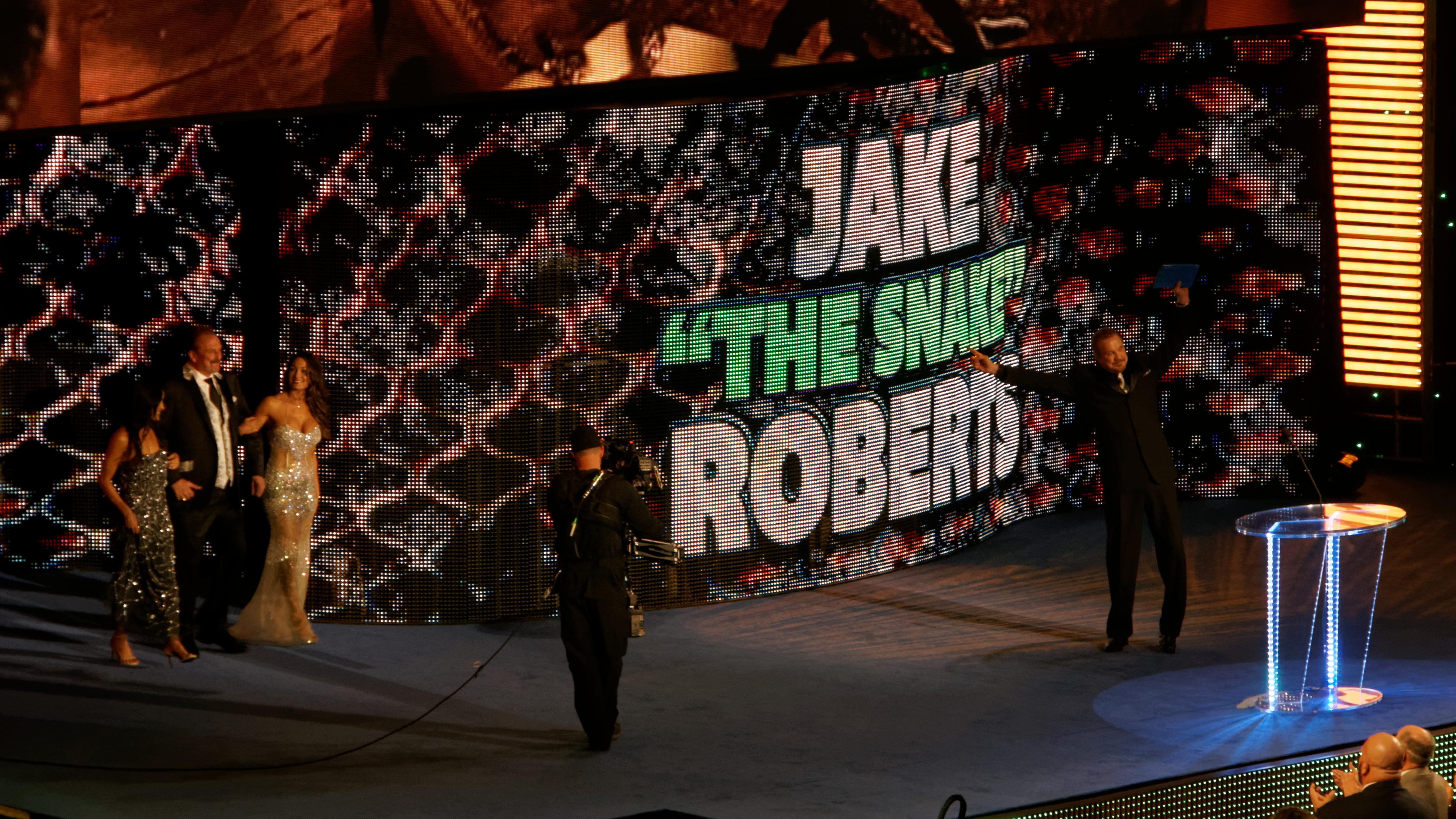
DDP wprowadzający do WWE Hall of Fame Jake’a „The Snake” Robertsa

2 lipca 2012 roku pojawił się w programie Raw, gdzie zaatakował Heatha Slatera swoim chwytem wykańczającym Diamond Cutter, a następnie w odcinku specjalnym Raw 1000 (tysięczny odcinek Raw, w którym pojawiło się wielu byłych wrestlerów WWF i WWE), gdzie zabezpieczał Litę w czasie jej walki ze Slaterem. 6 stycznia 2014 roku Page ponownie pojawił się na Raw, wraz z innymi legendami wrestlingu, w segmencie o nazwie Old School. 5 kwietnia 2014 wprowadził Jake’a „The Snake” Robertsa do WWE Hall of Fame. 25 stycznia 2015 roku wziął udział w głównej walce na gali Royal Rumble. Wszedł jako czternasty uczestnik i został wyeliminowany przez Ruseva po 2 minutach i 29 sekundach, samemu nie eliminując kogokolwiek. 3 kwietnia 2016 na WrestleManii 32 wziął udział w André the Giant Memorial Trophy (coroczna trzydziestoosobowa walka typu Battle Royal ku pamięci Andre the Gianta).
20 lutego 2017 WWE zapowiedziało, że zostanie dołączony do WWE Hall of Fame. 21 marca ujawniono, że zostanie wprowadzony do galerii sławy przez Erica Bischoffa. Ceremonia odbyła się 31 marca 2017 roku.

## DDP YOGA

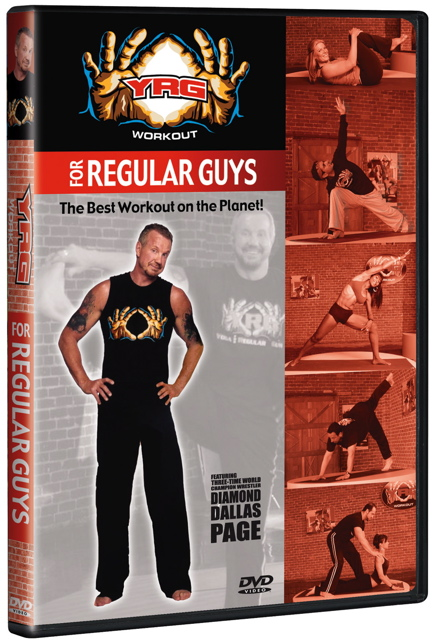
Pudełko z DVD wydanym przez YRG Fitness

W 1998 roku doznał poważnej kontuzji, pękł mu czwarty i piąty kręg lędźwiowy. Początkowo wielu lekarzy spekulowało, że jest to koniec kariery Page’a, jednak udało mu się w pełni zrehabilitować dzięki płytom DVD z ćwiczeniami jogi prowadzonymi przez Bryana Kesta, które poleciła mu jego żona Kimberly Page. Po trzech miesiącach ćwiczeń udało mu się w pełni wrócić do formy, a z czasem zaczął rozwijać autorską technikę o nazwie Yoga for Regular Guys (YRG). W 2005 roku założył firmę treningową o nazwie YRG Fitness. Po 2009 nazwa techniki i firmy została zmieniona na DDP YOGA.
Opracowana przez niego technika była połączeniem jogi, ćwiczeń rehabilitacyjnych, tradycyjnego fitnessu oraz terapii sportowej. Powstała z myślą o rehabilitacji medycznej. Okazało się jednak, że wspomaga ona także rozwój mięśni, spadek wagi i poprawę elastyczności ciała. Metoda ta stała się fenomenem wśród footballistów amerykańskich, wrestlerów i zawodników MMA. Wrestlerzy Scott Hall i Jake “The Snake” Roberts przypisują firmie i technice Paige'a swój powrót do dobrej kondycji po latach katastrofalnych w skutkach narkomanii i alkoholizmu. O rehabilitacji Snake’a powstał film dokumentalny The Resurrection of Jake The Snake Roberts. Z usług DDP skorzystali także Chris Jericho i Santino Marella.
DDP YOGA został rozsławiona w maju 2012 roku dzięki filmikom wirusowym z Arthurem Boormanem – weteranem I wojny w Zatoce Perskiej i byłym spadochroniarzem wojskowym. Ponieważ uszkodził sobie oba kolana i przez brak ruchu zaczął cierpieć z powodu nadwagi, nie mógł chodzić bez pomocy przez 15 lat. Po 10 miesiącach trenowania YRG Fitness stracił ponad 60 kg i wyrobił sobie przyzwoitą kondycję.
W 2013 roku zyski firmy wynosiły 800 tysięcy dolarów. Inwestorzy wierzyli, że zyski będą słabnąć z roku na rok i Page’owi złożono propozycję odsprzedania 5% udziałów za 200 tys. dolarów. 21 lutego 2014 roku w programie Shark Tank w telewizji ABC, Page oficjalnie odmówił sprzedaży udziałów i zapowiedział, że 200 tys. dolarów zamierza przeznaczyć na rozwój aplikacji mobilnej. W ciągu sześciu pierwszych dni od swojego występu w telewizji zarobił ponad milion dolarów ze sprzedaży swoich produktów. Wykorzystał swoje przychody do wybudowania szkoły jogi DDP YOGA Performance Center w Smyrnie, w stanie Georgia oraz do sfinansowania produkcji aplikacji mobilnej DDP NOW.

## Życie prywatne
W 2005 roku pozwał rapera Jay-Z oskarżając go o naruszenie praw autorskich i znaków towarowych. Chodziło o często używanie przez artystę jako znaku rozpoznawczego gestu, który dawniej był charakterystyczny dla postaci odgrywanej przez wrestlera. Proces zakończył się porozumieniem pozasądowym w 2007 roku, kiedy to Jay-Z zapłacił Page’owi nieujawnioną kwotę.
W 2013 roku prawnie zmienił imię na Dallas Page.

### Dysleksja i działalność charytatywna
Cierpi na dysleksję. Przyznał, że do 32 roku życia nie przeczytał jakiejkolwiek książki i odczuwa strach przed czytaniem publicznie. W przezwyciężeniu tego problemu pomogła mu jego żona, Kimberly. W 2005 roku z pomocą Larrego „Smokey” Genty napisał własną książkę autobiograficzną Positively Page. Genta był barmanem w klubie nocnym Page’a w latach 80. XX wieku i w 2005 roku nadal był jego bliskim przyjacielem. Ksiązka została wydana z ocenzurowanymi wulgaryzmami i licznymi błędami gramatycznymi. Z czasem Page zaczął zajmować się charytatywnie pomocą dzieciom, które tak jak on mają problemy z czytaniem. Wspomagał organizacje charytatywne Kid’s Book Club i Scholastic Books. Założył też własną organizację – nazywa się Bang it Out for Books i zajmuje się walką z analfabetyzmem wśród uczniów szkół podstawowych.

### Rodzina
W grudniu 1989 roku, w prowadzonym przez siebie klubie Norma Jean w Fort Lauderdale, poznał swoją przyszłą żonę, Kimberly Bacon, studentkę ostatniego roku Auburn University, która spędzała w Fort Myers przerwę świąteczną. Kimberly Bacon zmieniła nazwisko na Falkinburg i pracowała później jako valet swojego męża w WCW oraz WWF używając publicznie pseudonimu ringowego Diamond Doll (pl. diamentowa lalka), a później Kimberly Page. Nie mieli rodzonych dzieci, ale adoptowali dwie córki: Brittany i Kimberly Leonard. 30 czerwca 2004 roku Page ogłosił na swojej stronie internetowej, że jest w separacji, ale on i jego żona rozstają się bez konfliktu. Rozwiedli się w 2005 roku. Page ożenił się ponownie latem 2015 roku z Brendą Nair. Ich ślub odbył się w Cancún.

## Inne media

### Filmografia

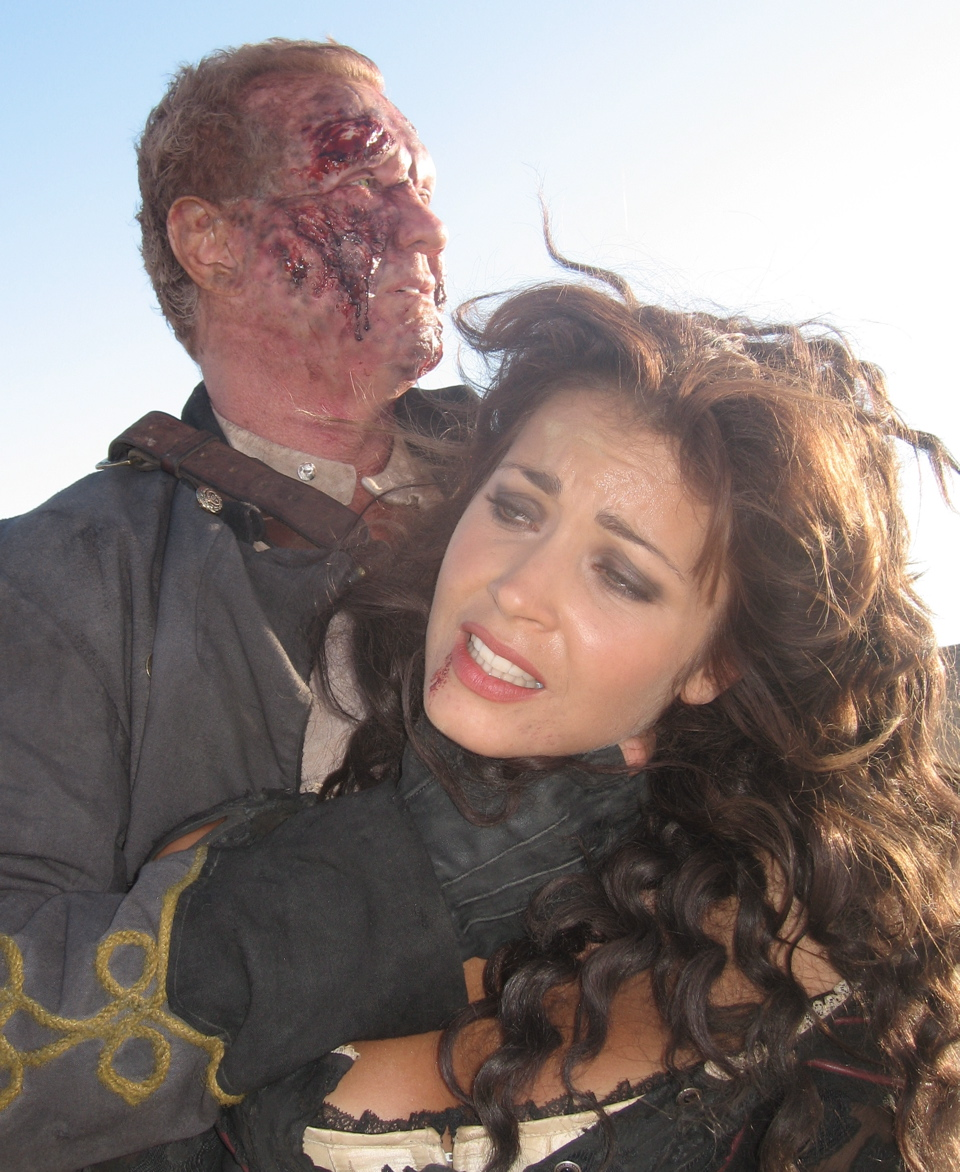
DDP w roli Skullbucketa i Alyssa Pridham w roli Sueno na planie filmowym Gallowwalkers

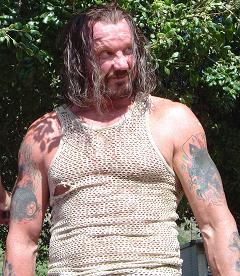
Diamond Dallas Page w roli Billy’ego Raya Snappera w filie Bękarty diabła

| Filmy (aktor)         | Filmy (aktor)                     | Filmy (aktor)                     | Filmy (aktor)       |
| Rok                   | Film                              | Film                              | Rola                |
| --------------------- | --------------------------------- | --------------------------------- | ------------------- |
| 2017                  | Forgiven This Gun4hire            | Forgiven This Gun4hire            | Johnny Scarecrow    |
| 2016                  | The Bet                           | The Bet                           | Pan Baker           |
| 2015                  | Sensory Perception                | Sensory Perception                | Mr. Harrington      |
| 2014                  | The Murders of Brandywine Theater | The Murders of Brandywine Theater | Oficer Carwin       |
| 2013                  | Gallowwalkers                     | Gallowwalkers                     | Scorpius            |
| 2011                  | Red & Blue Marbles                | Red & Blue Marbles                | JP                  |
| 2011                  | Pizza Man                         | Pizza Man                         | Kryder / Big Cheese |
| 2008                  | Bald                              | Bald                              | Wielki Bruce        |
| 2006                  | Nice Guys                         | Nice Guys                         | Sleezy Guy          |
| 2006                  | Driftwood                         | Driftwood                         | Kapitan Kennedy     |
| 2006                  | Miasto zbrodni                    | Miasto zbrodni                    | Detektyw Stiles     |
| 2006                  | Piekielne sąsiedztwo              | Piekielne sąsiedztwo              | Jersey              |
| 2006                  | Jack's Law                        | Jack's Law                        | Spider Benson       |
| 2005                  | Bękarty diabła                    | Bękarty diabła                    | Billy Ray Snapper   |
| 2004                  | The Scam Artist                   | The Scam Artist                   | Lenny               |
| 2000                  | Kibice do dzieła!                 | Kibice do dzieła!                 | Diamond Dallas Page |
| 1999                  | Córka prezydenta                  | Córka prezydenta                  | Dirk Lindman        |
| Filmy (producent)     |                                   |                                   |                     |
| Rok                   | Film                              | Film                              | Funkcja             |
| 2010                  | The Land of the Astronauts        | The Land of the Astronauts        | zastępca producenta |
| 2004                  | The Scam Artist                   | The Scam Artist                   | współproducent      |
| Filmy (kaskader)      |                                   |                                   |                     |
| Rok                   | Film                              | Film                              | Film                |
| 2001                  | Wyścig szczurów                   | Wyścig szczurów                   | Wyścig szczurów     |
| Seriale (aktor)       |                                   |                                   |                     |
| Rok                   | Serial                            | Odcinek                           | Rola                |
| 2012                  | Zombie Family                     | House Call (sezon 1, odcinek 8)   | Lekarz              |
| Źródło: IMDb, Filmweb |                                   |                                   |                     |

### Gry komputerowe
Jego postać pojawiła się w sześciu grach z serii WCW. Były to kolejno: WCW vs. nWo: World Tour (N64, 1997), WCW Nitro (N64, PS, PC 1999), WCW/nWo Revenge (N64, 1998), WCW/nWo Thunder (PS, 1998), WCW Mayhem (N64, GB, PS, 1999) i WCW Backstage Assault (N64, PS, 2000).
Jego postać pojawiła się też w grze Virtual Pro Wrestling 64 (N64, 1997) obok innych zawodników WCW i innych organizacji. W grze Fire Pro Wrestling (GB, GBA) wrestler wzorowany na Diamonie Dallasie Page'u nazywał się Jewel Breaker Karachi Kid.
Diamond Dallas Page był grywalną postacią w czterech grach sponsorowanych przez WWE: WWE SmackDown! Shut Your Mouth (PS2, 2002), Showdown: Legends Of Wrestling (Xbox, PS2, 2004), WWE '13 (Wii, Xbox360, PS3, 2012), WWE 2K15 (Xbox360, XboxOne, PS3, PS4, PC, 2014), WWE 2K16 (Xbox360, XboxOne, PS3, PS4, PC, 2015), WWE 2K17 (Xbox360, XboxOne, PS3, PS4, PC, 2016) i w WWE 2K18 (XboxOne, PS4, PC, Switch, 2017). Po tym jak zostało ogłoszone, że Page dołączy do WWE Hall of Fame powstało DLC do WWE 2K17 o nazwie Hall Of Fame Showcase Pack. DLC odblokowywuje alternatywną postać DDP – odpowiednik z 1992 roku – oraz tryb Showcase, w którym gracz może rozegrać walkę z The Fabulous Freebirds (Michael „P.S.” Hayes i Buddy Roberts) przeciwko tag teamowi Cactusa Jacka i Diamond Dallas Page’a na gali WCW Saturday Night z 1992 roku.

## Mistrzostwa i osiągnięcia

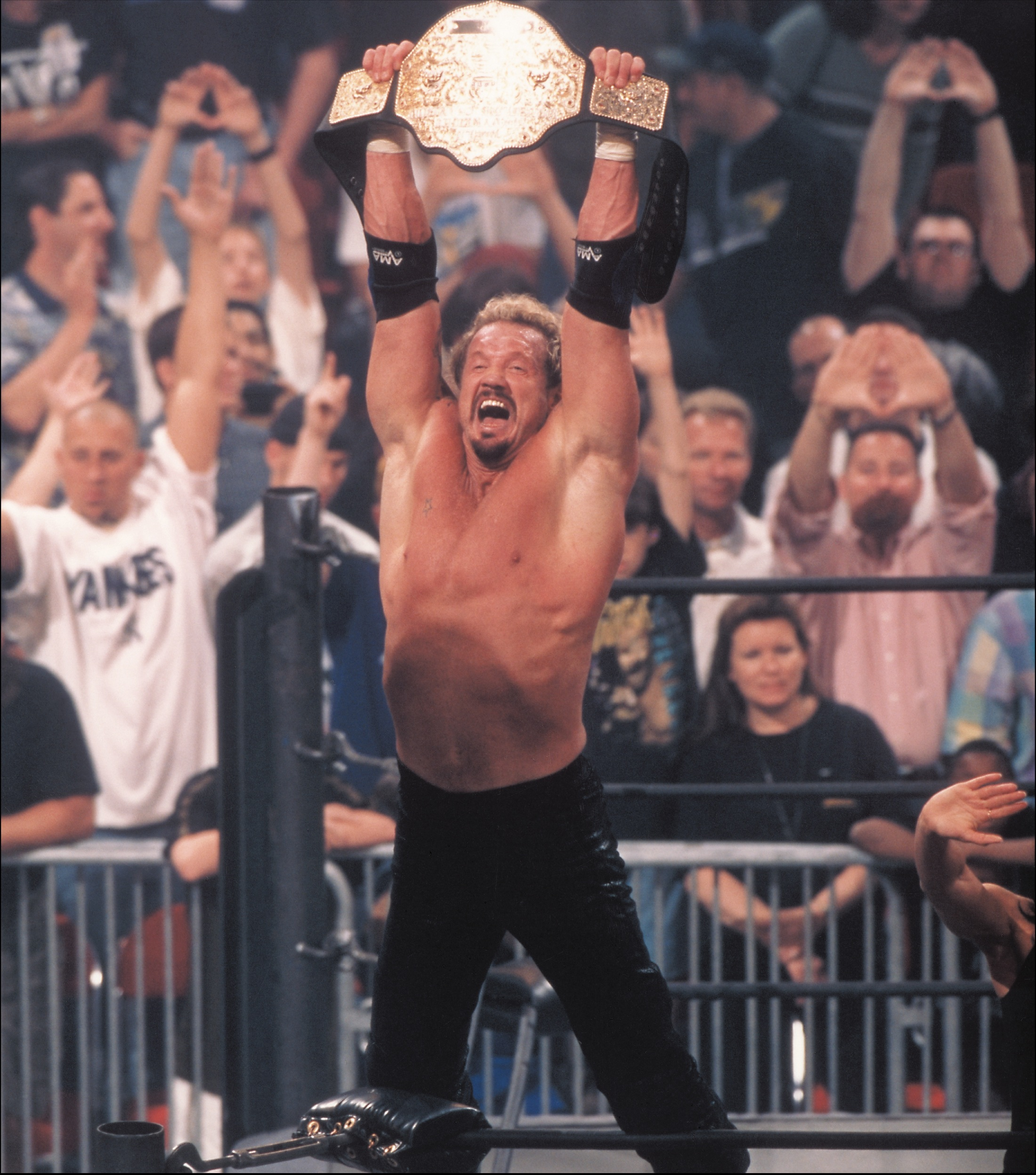
DDP trzymający pas WCW World Heavyweight Champion

- George Tragos/Lou Thesz International Wrestling Institute
  - Nagroda im. Franka Gotcha (2014)[32]
- Pro Wrestling Illustrated
  - Feud roku (1997) – vs. Randy Savage
  - Największy progres roku (1995)
  - Najlepszy heel (1999)
  - PWI umieściło go na 270. miejscu w top 500 wrestlerów rankingu PWI 500 w 1994
  - PWI umieściło go na 111. miejscu w top 500 wrestlerów rankingu PWI 500 w 1995
  - PWI umieściło go na 54. miejscu w top 500 wrestlerów rankingu PWI 500 w 1996[9]
  - PWI umieściło go na 4. miejscu w top 500 wrestlerów rankingu PWI 500 w 1997
  - PWI umieściło go na 4. miejscu w top 500 wrestlerów rankingu PWI 500 w 1998[2][9]
  - PWI umieściło go na 6. miejscu w top 500 wrestlerów rankingu PWI 500 w 1999
  - PWI umieściło go na 17. miejscu w top 500 wrestlerów rankingu PWI 500 w 2000
  - PWI umieściło go na 19. miejscu w top 500 wrestlerów rankingu PWI 500 w 2001[9]
  - PWI umieściło go na 65. miejscu w top 500 wrestlerów rankingu PWI Years w 2003[33]
- Swiss Wrestling Federation
  - SWF Heavyweight Championship (1 raz)[34]
- World Championship Wrestling
  - WCW World Heavyweight Championship (3 razy)[35][36][37]
  - WCW United States Heavyweight Championship (2 razy)[38][39]
  - WCW World Television Championship (1 raz)[40]
  - WCW World Tag Team Championship (4 razy) – z Kevinem Nashem (2), Bam Bam Bigelowem (1) i Chrisem Kanyonem (1)[41]
  - Czwarty WCW Triple Crown Champion (1999)
  - Zwycięzca Lord of the Ring Tournament (1996) – tytuł został cofnięty[2]
- World Wrestling Federation / World Wrestling Entertainment
  - WWF European Championship (1 raz)[42]
  - WWF Tag Team Championship (1 raz) – z Chrisem Kanyonem[43]
  - WWE Hall of Fame (2017)[24]
- Wrestling Observer Newsletter
  - Najlepsza akcja (1997) – Diamond Cutter
  - Największy progres (1996)
  - Najgorszy gimmick (2001)